# 馬蒂亞斯·卡斯
馬蒂亞斯·卡斯（荷蘭語：Matthias Casse，1997年2月19日—），比利時柔道運動員，他代表比利時隊參加了日本舉行的2020年夏季奧林匹克運動會，並且在男子81公斤級比賽上獲得銅牌。